# Cantó d'Anizy-le-Château
El cantó d'Anizy-le-Château és un cantó francès del departament de l'Aisne, situat al districte de Laon. Té 23 municipis i el cap és Anizy-le-Château.

## Municipis
- Anizy-le-Château
- Bassoles-Aulers
- Bourguignon-sous-Montbavin
- Brancourt-en-Laonnois
- Cessières
- Chaillevois
- Chevregny
- Faucoucourt
- Laniscourt
- Laval-en-Laonnois
- Lizy
- Merlieux-et-Fouquerolles
- Monampteuil
- Mons-en-Laonnois
- Montbavin
- Pinon
- Prémontré
- Royaucourt-et-Chailvet
- Suzy
- Urcel
- Vaucelles-et-Beffecourt
- Vauxaillon
- Wissignicourt

## Història
| Data d'elecció                           | Identitat      | Partit                                 | Qualitat |
| ---------------------------------------- | -------------- | -------------------------------------- | -------- |
| 1949-1961                                | Alfred Moulier | SFIO                                   |          |
| 1961-1992                                | André Godart   | Divers droite, després CD, després UDF |          |
| 1992-1993                                | Daniel Counot  | Divers gauche                          |          |
| 1993-1998                                | Annick Counot  | Divers gauche                          |          |
| 1998-                                    | Daniel Counot  | IDG                                    |          |
| les dades anteriors no són pas conegudes |                |                                        |          |
|                                          |                |                                        |          |

## Demografia
| A partir de 1990: Població sense dobles comptes |